# Дискография Avatar
Avatar — шведская метал-группа, образованная в Гётеборге в 2001 году барабанщиком Йоном Альфредссоном и гитаристом Йонасом Ярлсбю. Коллектив выпустил 9 студийных альбомов, 2 мини-альбома и демо. Группа также имела некоторый успех на американском радио, особенно с их песней "New Land", которая достигла 20-го места в чарте Billboard Mainstream Rock Songs в мае 2017 года.

## Альбомы

### Студийные альбомы
| №                                                       | Альбом                  | Детали                                                                                                  | Высшая позиция | Высшая позиция | Высшая позиция | Высшая позиция | Высшая позиция | Высшая позиция | Высшая позиция | Высшая позиция | Высшая позиция | Высшая позиция |
| №                                                       | Альбом                  | Детали                                                                                                  | US             | Hard Rock      | Rock           | US Ind.        | SWE            | BEL            | GER            | FRA            | SCO            | UK Rock        |
| ------------------------------------------------------- | ----------------------- | --- | -------------- | -------------- | -------------- | -------------- | -------------- | -------------- | -------------- | -------------- | -------------- | -------------- |
| 1                                                       | Thoughts of No Tomorrow | - Выход: 25 января 2006 года - Лейбл: Gain Music Entertainment - Форматы: CD, LP, цифровая дистрибуция  | —              | —              | —              | —              | 47             | —              | —              | —              | —              | —              |
| 2                                                       | Schlacht                | - Выход: 24 октября 2007 года - Лейбл: Gain Music Entertainment - Форматы: CD, LP, цифровая дистрибуция | —              | —              | —              | —              | 27             | —              | —              | —              | —              | —              |
| 3                                                       | Avatar                  | - Выход: 20 ноября 2009 года - Лейбл: Gain Music Entertainment - Форматы: CD, LP, цифровая дистрибуция  | —              | —              | —              | —              | 36             | —              | —              | —              | —              | —              |
| 4                                                       | Black Waltz             | - Выход: 25 января 2012 года - Лейбл: Gain Music Entertainment - Форматы: CD, LP, цифровая дистрибуция  | —              | —              | —              | —              | 25             | —              | —              | —              | —              | —              |
| 5                                                       | Hail the Apocalypse     | - Выход: 13 мая 2014 года - Лейбл: Entertainment One - Форматы: CD, LP, цифровая дистрибуция            | 97             | 6              | 25             | 18             | —              | —              | —              | —              | —              | —              |
| 6                                                       | Feathers & Flesh        | - Выход: 13 мая 2016 года - Лейбл: Entertainment One - Форматы: CD, LP, цифровая дистрибуция            | 88             | 5              | 11             | 7              | —              | 135            | —              | —              | —              | 26             |
| 7                                                       | Avatar Country          | - Выход: 12 января 2018 года - Лейбл: Entertainment One - Форматы: CD, LP, цифровая дистрибуция         | 132            | 6              | 22             | 2              | —              | 90             | —              | 181            | —              | 11             |
| 8                                                       | Hunter Gatherer         | - Выход: 7 августа 2020 года - Лейбл: Entertainment One - Форматы: CD, LP, цифровая дистрибуция         | —              | 11             | 46             | 44             | —              | 51             | 79             | 107            | 97             | 4              |
| 9                                                       | Dance Devil Dance       | - Выход: 17 февраля 2023 года - Лейбл: Thirty Tigers - Форматы: CD, LP, цифровая дистрибуция            | —              | 18             | —              | —              | —              | —              | 66             | 117            | 44             | 7              |
| «—» означает, что альбом не попал в чарт в этой стране. |                         | |                |                |                |                |                |                |                |                |                |                |

### Концертные альбомы
| The King Live in Paris | - Выпущен: 17 мая 2019 - Лейбл: Entertainment One - Форматы: LP, цифровая дистрибуция | 22 |

### Мини-альбомы
| Альбом           | Детали                                                          |
| ---------------- | --------------------------------------------------------------- |
| 4 Reasons to Die | - Выход: 19 ноября 2004 года - Лейбл: Bloodstained Art          |
| Black Waltz      | - Выход: 24 октября 2011 года - Лейбл: Gain Music Entertainment |

### Демо
| Альбом                | Детали                       |
| --------------------- | ---------------------------- |
| Personal Observations | - Выход: 18 января 2004 года |

## Синглы
| 2005                                                    | "And I Bid You Farewell"                  | —  | —  | — | Thoughts of No Tomorrow |
| 2005                                                    | "My Shining Star"                         | —  | —  | — | Thoughts of No Tomorrow |
| 2009                                                    | "The Great Pretender"                     | —  | —  | — | Avatar                  |
| 2012                                                    | "Let it Burn"                             | —  | —  | — | Black Waltz             |
| 2012                                                    | "Smells Like a Freakshow"                 | 32 | —  | — | Black Waltz             |
| 2014                                                    | "Hail the Apocalypse"                     | —  | —  | — | Hail The Apocalypse     |
| 2014                                                    | "Bloody Angel"                            | 25 | —  | — | Hail The Apocalypse     |
| 2014                                                    | "Vultures Fly"                            | —  | —  | — | Hail The Apocalypse     |
| 2016                                                    | "The Eagle Has Landed"                    | 16 | 48 | — | Feathers & Flesh        |
| 2016                                                    | "Night Never Ending"                      | 31 | —  | — | Feathers & Flesh        |
| 2017                                                    | "New Land"                                | 20 | —  | — | Feathers & Flesh        |
| 2017                                                    | "A Statue of the King"                    | —  | —  | — | Avatar Country          |
| 2017                                                    | "The King Wants You"                      | 27 | —  | 5 | Avatar Country          |
| 2018                                                    | "The King Welcomes You to Avatar Country" | —  | —  | — | Avatar Country          |
| 2020                                                    | "Silence In The Ages of Apes"             | —  | —  | — | Hunter Gatherer         |
| 2020                                                    | "God of Sick Dreams"                      | —  | —  | — | Hunter Gatherer         |
| 2020                                                    | "Colossus"                                | 16 | —  | — | Hunter Gatherer         |
| 2021                                                    | "Going Hunting"                           | 36 | —  | — | Неальбомный сингл       |
| 2021                                                    | "Barren Cloth Mother"                     | —  | —  | — | Неальбомный сингл       |
| 2021                                                    | "So Sang the Hollow"                      | —  | —  | — | Неальбомный сингл       |
| 2021                                                    | "Construction of Souls"                   | —  | —  | — | Неальбомный сингл       |
| 2022                                                    | "Cruel and Unusual"                       | —  | —  | — | Неальбомный сингл       |
| 2022                                                    | "Valley of Disease"                       | —  | —  | — | Dance Devil Dance       |
| 2022                                                    | "Dance Devil Dance"                       | —  | —  | — | Dance Devil Dance       |
| 2022                                                    | "The Dirt I'm Buried In"                  | 5  | 17 | 2 | Dance Devil Dance       |
| 2023                                                    | "Violence No Matter What"                 | —  | —  | — | Dance Devil Dance       |
| «—» означает, что альбом не попал в чарт в этой стране. |                                           |    |    |   |                         |

## Видеоклипы
| Год  | Песня                                     | Режиссёр(ы)    |
| ---- | ----------------------------------------- | -------------- |
| 2004 | «My Shining Star»                         | –              |
| 2007 | «Schlacht»                                | –              |
| 2009 | «The Great Pretender»                     | PA Nilsson     |
| 2010 | «Queen of Blades»                         | René U. Valdes |
| 2011 | «Black Waltz»                             | Йохан Карлен   |
| 2012 | «Let It Burn»                             | –              |
| 2012 | «Torn Apart»                              | Йохан Карлен   |
| 2013 | «Smells Like a Freakshow»                 | Йохан Карлен   |
| 2014 | «Hail the Apocalypse»                     | Йохан Карлен   |
| 2014 | «Bloody Angel»                            | Йохан Карлен   |
| 2015 | «Vultures Fly»                            | Аксель Виден   |
| 2016 | «For the Swarm»                           | Йохан Карлен   |
| 2016 | «The Eagle Has Landed»                    | Йохан Карлен   |
| 2016 | «Night Never Ending»                      | Йохан Карлен   |
| 2017 | «New Land»                                | Йохан Карлен   |
| 2017 | «A Statue of the King»                    | Йохан Карлен   |
| 2017 | «The King Wants You»                      | Йохан Карлен   |
| 2018 | «The King Welcomes You to Avatar Country» | Йохан Карлен   |
| 2019 | «King's Harvest»                          | Йохан Карлен   |
| 2020 | «Silence in the Age of Apes»              | Йохан Карлен   |
| 2020 | «Colossus»                                | Йохан Карлен   |
| 2020 | «A Secret Door»                           | Йохан Карлен   |
| 2021 | «Going Hunting»                           | Йохан Карлен   |
| 2022 | «Dance Devil Dance»                       | Йохан Карлен   |
| 2022 | «The Dirt I'm Buried In»                  | Йохан Карлен   |
| 2023 | «Chimp Mosh Pit»                          | Йохан Карлен   |